# Jason Miskiri
Jason Miskiri (nacido el 19 de agosto de 1975, en Georgetown, Guyana) es un exjugador profesional de baloncesto de nacionalidad guyana. Ha participado en la NBA en un partido para la franquicia de los Charlotte Hornets en la temporada 1999-2000.
Miskiri fue el primer baloncestista guyano en vestir una camiseta en la NBA.

## Trayectoria deportiva

### Profesional
Tras no ser elegido en el Draft de la NBA de 1999, el 4 de octubre de ese año firmó un contrato con los Charlotte Hornets, con los que jugó un único partido, siendo despedido el 8 de noviembre.
Miskiri jugó con los Greenville Groove de la NBA Development League durante la temporada 2001-02 de la NBDL. En siete partidos promedió 7,9 puntos, 2,0 rebotes y 1,4 asistencias.
Se uniría a los Charleston Lowgators para la temporada NBDL 2003-04. Jugó 41 partidos con los Lowgators, promediando 7,7 puntos, 2,1 rebotes y 3,7 asistencias.
La última etapa de Miskiri con un equipo profesional fue con el Huntsville Flight. Jugando 40 partidos siendo titular en 38 de ellos, y promedió 11,8 puntos, 2,8 rebotes y 5,6 asistencias por partido.